# Micrositio
Un micrositio, también conocido como minisite o weblet, es un término de diseño web que se refiere a una página web individual o a un grupo de páginas que extienden o amplían la funcionalidad de sitios web primarios. La página de inicio de un microsite casi siempre tiene su propia dirección Web la cual, en ocasiones esta en un dominio distinto al de su sitio web primario. Se utiliza para publicar o promocionar información comercial o editorial durante un corto periodo de tiempo, no recomendada para el procesamiento de información.

## Generalidades
Típicamente son utilizados para añadir un conjunto de información tanto comercial como editorial. Estos sitios pueden estar o no vinculados al sitio Web principal y se pueden retirar del servidor del sitio cuando sean utilizados para un objetivo temporal. La mayor distinción entre un microsite con su sitio Web padre es su función especifica comparado con el sentido más general del sitio Web padre.
Microsites utilizados para funciones editoriales pueden ser tanto una página o grupo de páginas que, por ejemplo, puedan contener información sobre una fiesta, un evento o ítem similar, proporcionando información más detallada de la que pueda dar el contenido más general del sitio Web padre.
Una comunidad u organización puede tener un sitio web principal con toda la información básica de la organización, pero crear un microsite separado, temporal para informar sobre una actividad o evento en particular.
A menudo, los microsites son utilizados por razones editoriales por un negocio comercial para añadir valor editorial a su Web. Por ejemplo, un minorista puede crear un microsite con contenido editorial sobre la historia de Halloween o algún otro evento o fiesta típica. El objetivo comercial de dichos microsites comerciales, más allá de la venta de productos, puede incluir el valor añadido a las visitas de los usuarios por razones de marca como para proporcionar contenido editorial y palabras clave que permitan aumentar las posibilidades de inclusión en motores de búsqueda.
Los micrositios pueden ser utilizados puramente por motivos comerciales para proporcionar información detallada sobre un producto o servicio en particular o como ayuda escrita sobre un producto en concreto, como por ejemplo describiendo una tecnología nueva. Una empresa automovilística, por ejemplo, puede presentar un nuevo vehículo híbrido y dar un soporte a la presentación comercial con un microsite específico que explique la tecnología híbrida en concreto, no se recomienda para manejo sensible de la información de una empresa.